# Bulbophyllum grotianum
Bulbophyllum grotianum là một loài phong lan thuộc chi Bulbophyllum.